# Árvai-víztározó
Az Árvai-víztározó (szlovákul Oravská priehrada) mesterséges tó Szlovákia északi részén, amely a lengyel-szlovák határig terjed.

## Története
1870-ben tervezték először betonból gát építését a mai helyen. Csehszlovákiában 1945 és 1948 között végzett geológiai vizsgálatok után kezdték el építeni. Első részét 1953. május 2-án adták át, és 1954-ben fejezték be teljesen.
A tározó feltöltése során a következő települések kerültek víz alá: Hámri, Lavkó, Oszada, Szlanica és Usztye teljesen, valamint Bobró és Námesztó alacsonyan fekvő részei. Szlanica megmaradt „Szentkereszt felmagasztalása” nevű temploma ma szigetként (Szlanicai-sziget, Slanický ostrov) emelkedik ki, benne a népi szobrászat és festészet múzeuma található. A szigetet sétahajóval lehet megközelíteni.
A kapcsolódó vízierőmű évente 38 GWh elektromos áramot termel.

## Üdülési lehetőség
A tó körül sok üdülőközpont van, legismertebb közülük a Szlanicai telep (Slanická osada) és Kikötő (Prístav). Sokféle vízi sport űzhető itt: vízibiciklizés, csónakázás, búvárkodás, windszörfölés, vízisízés, jachtozás és egyebek.

## Képek

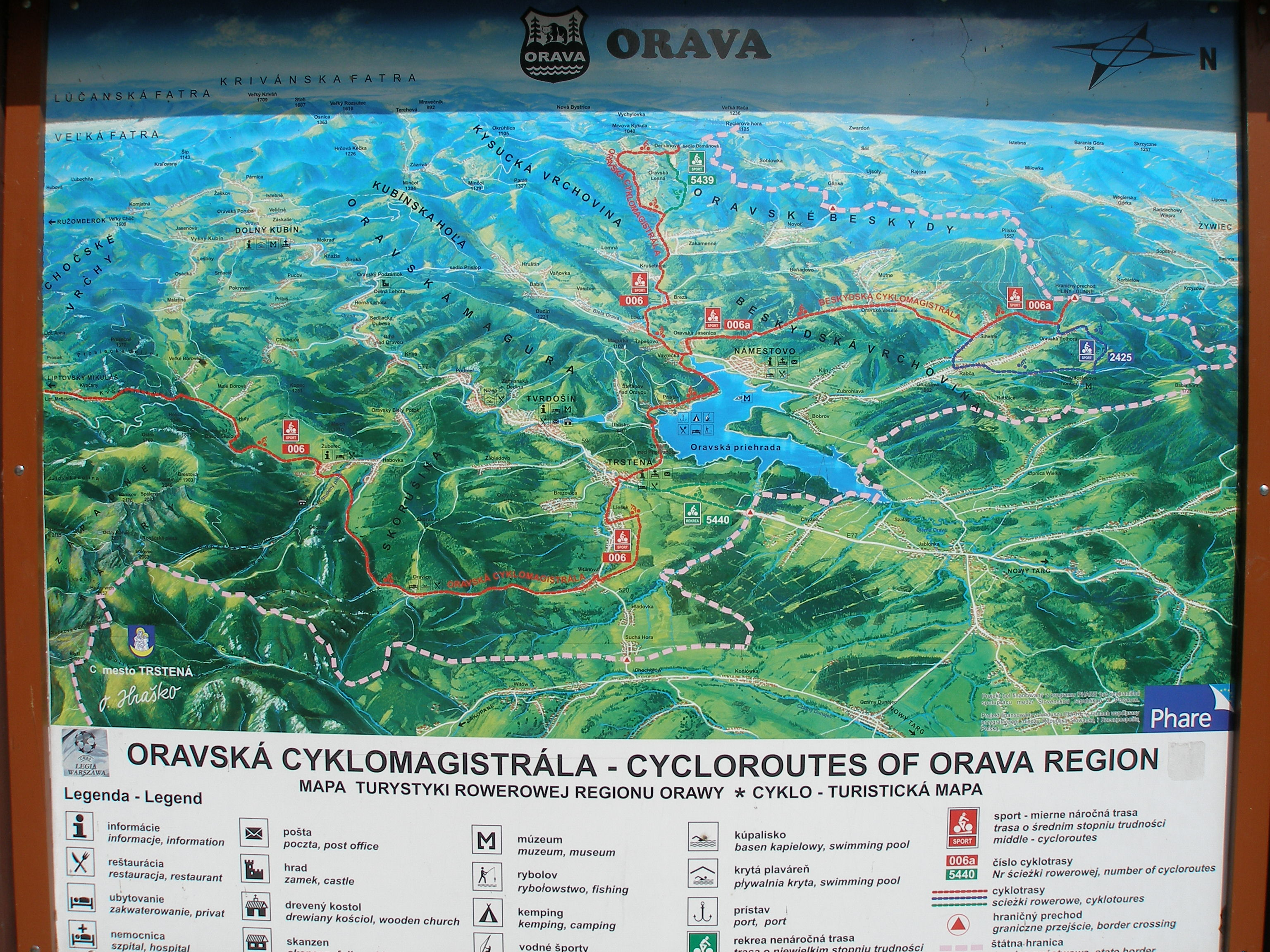
Fekvése
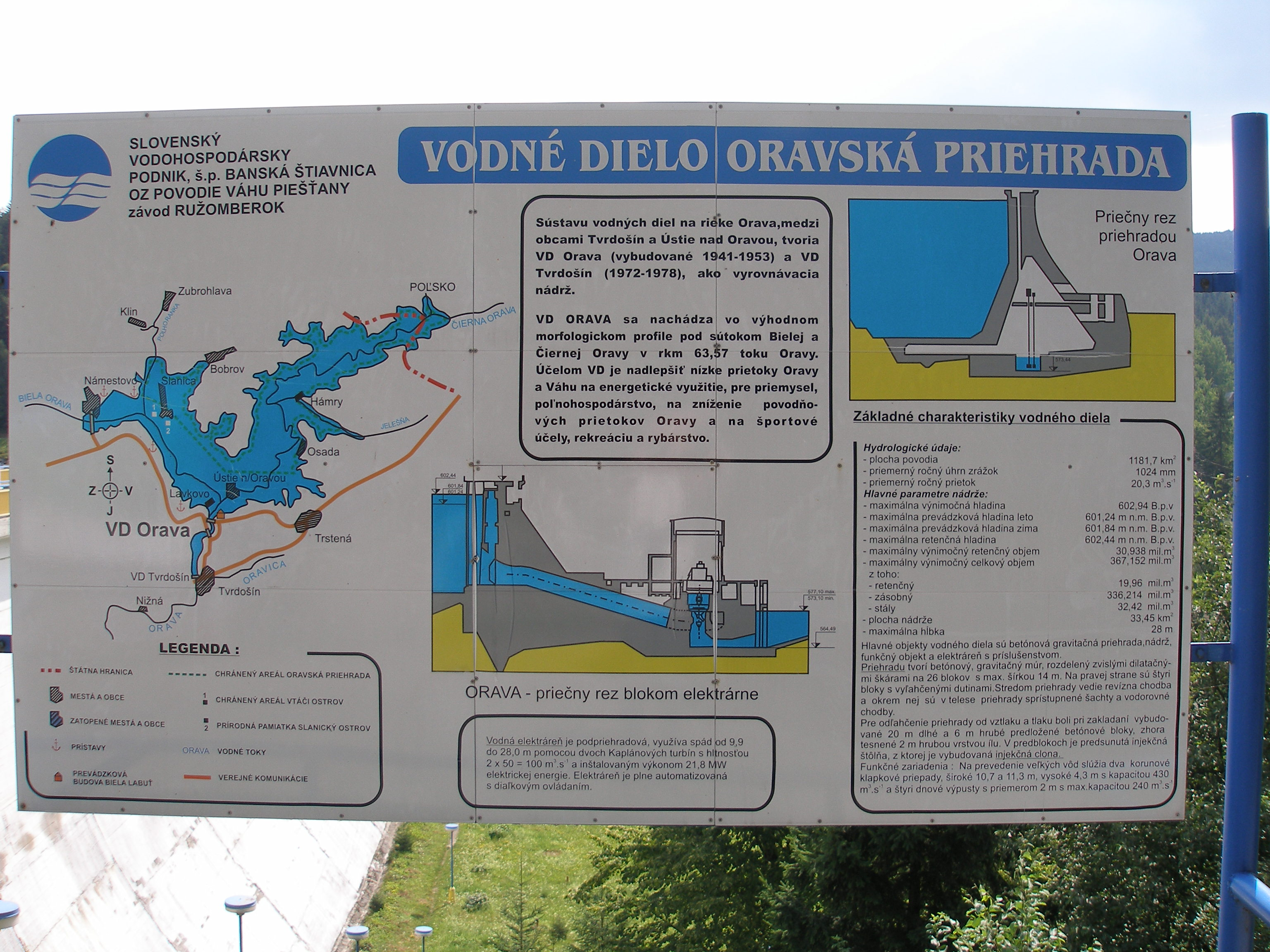
A vízerőmű sémája
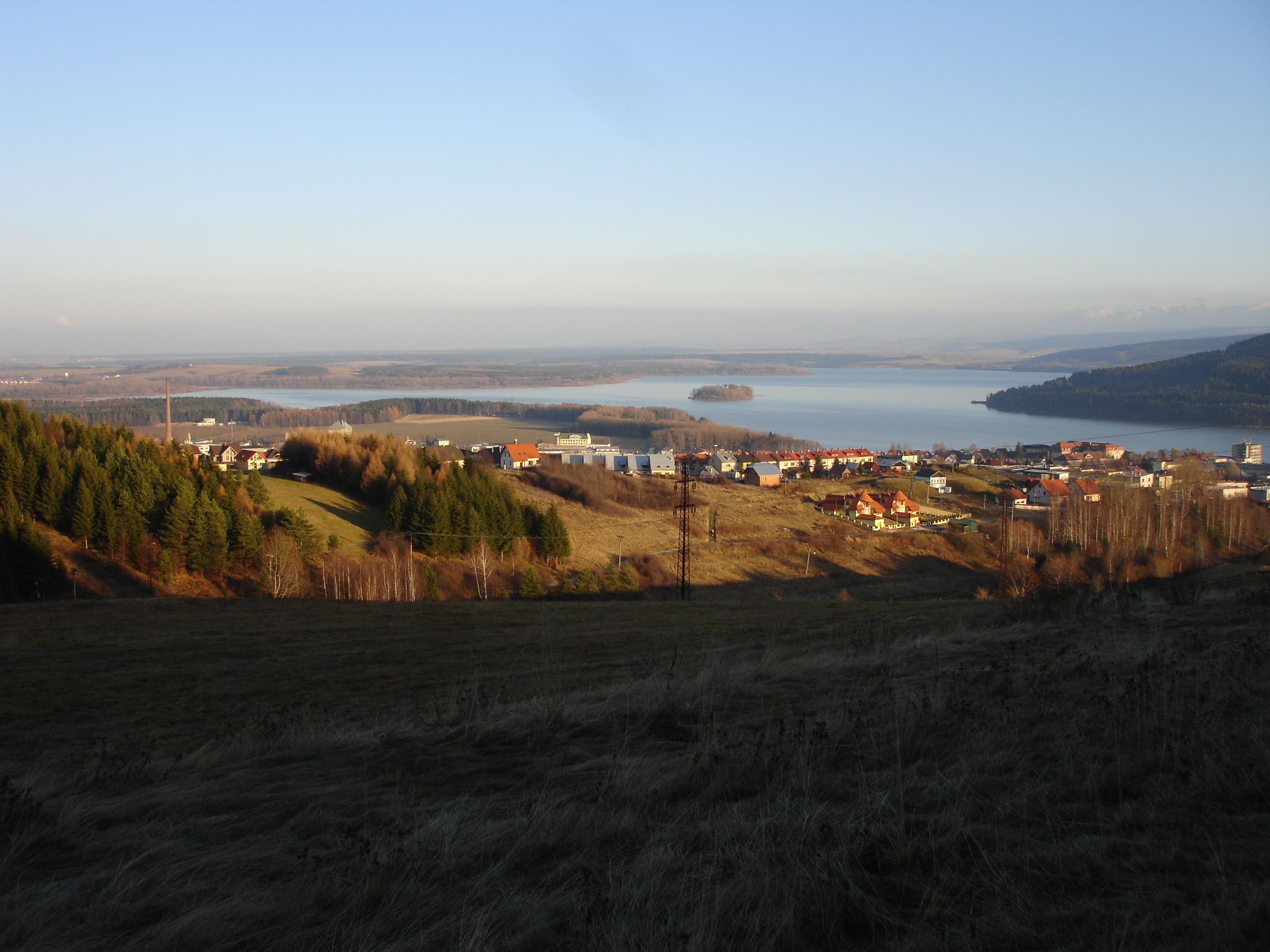
A tó Námesztó felől ősszel
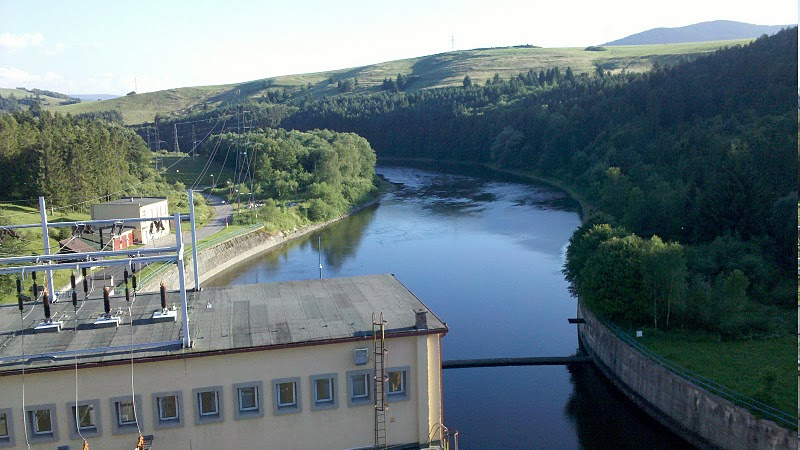
Az Árva folyó a gátról
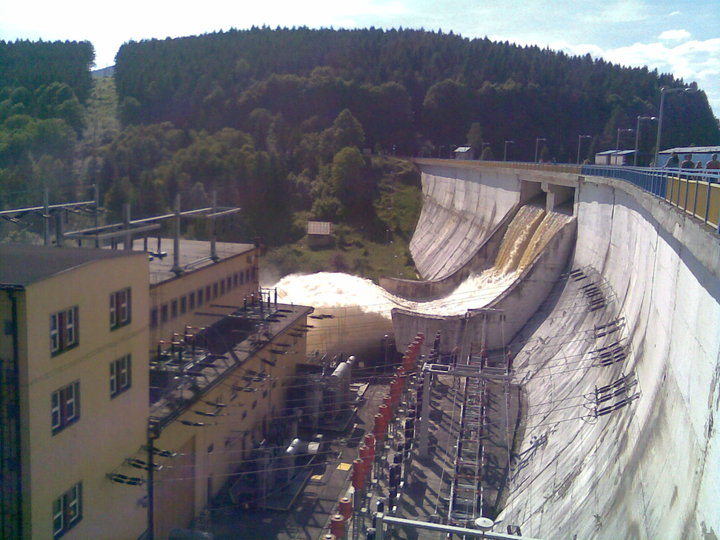
A gát és az erőmű
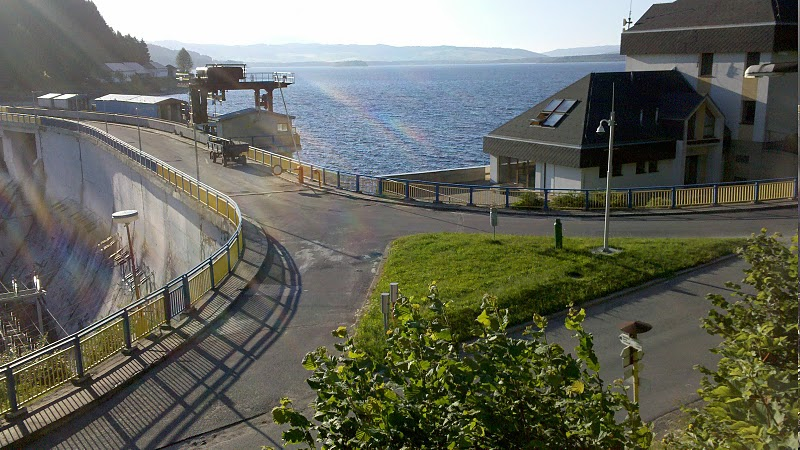
A tó a gátról